# Vương Ngọc Phát
Vương Ngọc Phát (sinh tháng 8 năm 1948) là Trung tướng Không quân Quân Giải phóng Nhân dân Trung Quốc (PLAAF). Ông từng giữ chức vụ Chính ủy Không quân Quân khu Thành Đô, Đại biểu Nhân đại toàn quốc (Quốc hội Trung Quốc) khóa X, Chính ủy Không quân Quân khu Quảng Châu và Ủy viên Ủy ban Toàn quốc Chính hiệp. Ngày 30 tháng 9 năm 2015, trang tin quân đội Trung Quốc đưa tin Vương Ngọc Phát đã bị Ủy ban Kiểm tra kỷ luật Quân đội Trung Quốc điều tra về vi phạm nghiêm trọng kỷ luật đảng (thuật ngữ ám chỉ tham nhũng).

## Tiểu sử
Vương Ngọc Phát sinh tháng 8 năm 1948 tại Nam Triệu, Nam Dương, tỉnh Hà Nam. Ông nhập ngũ tháng 3 năm 1968 và từng tham gia Chiến tranh biên giới Việt–Trung 1979. Năm 1985, Vương Ngọc Phát giữ chức Chính ủy Sư đoàn 127 thuộc Tập đoàn quân 54, Quân khu Tế Nam. Tháng 11 năm 1994, ông được bổ nhiệm làm Phó Chính ủy Lực lượng quân đồn trú của Quân Giải phóng Nhân dân Trung Quốc (PLA) tại Hồng Kông.
Năm 1998, Vương Ngọc Phát được phong quân hàm Thiếu tướng. Tháng 5 năm 1999, Vương Ngọc Phát được thăng chức Chính ủy Lực lượng quân đồn trú của Quân Giải phóng Nhân dân Trung Quốc (PLA) tại Hồng Kông. Năm 2003, Vương Ngọc Phát được bầu làm Đại biểu Nhân đại toàn quốc (Quốc hội Trung Quốc) khóa X, nhiệm kỳ 2003—2008.
Tháng 12 năm 2003, Vương Ngọc Phát được điều động giữ chức Chính ủy Không quân trực thuộc Quân khu Thành Đô. Tháng 7 năm 2005, ông được thăng quân hàm Trung tướng. Tháng 8 năm 2006, ông được luân chuyển làm Phó Chính ủy Quân khu Quảng Châu kiêm Chính ủy Không quân trực thuộc Quân khu Quảng Châu, kế nhiệm Chu Vĩnh Thanh. Tháng 12 năm 2012, Vương Ngọc Phát được miễn nhiệm chức vụ Chính ủy Không quân Quân khu Quảng Châu, nghỉ công tác trong quân đội. Năm 2013, Vương Ngọc Phát được bầu làm Ủy viên Ủy ban Toàn quốc Hội nghị Hiệp thương Chính trị Nhân dân Trung Quốc lần thứ 12.
Ngày 28 tháng 8 năm 2015, kỳ họp của Ủy ban Thường vụ Ủy ban Toàn quốc Hội nghị Chính trị Hiệp thương Nhân dân Trung Quốc lần 12 kết thúc đã quyết định hủy bỏ tư cách của một số Ủy viên gồm năm người, trong đó có Vương Ngọc Phát. Ngày 30 tháng 9 năm 2015, cơ quan Kiểm sát Quân đội Trung Quốc đã lập án điều tra với Vương Ngọc Phát vì “liên quan đến việc làm trái pháp luật”.